# Триссы
Триссы (лат. Thryssa) — род лучепёрых рыб семейства анчоусовых. Максимальная длина тела представителей разных видов варьирует от 6,9 до 40 см.

## Описание
Верхняя челюсть с заострённым окончанием, которое доходит до предкрышки или до жаберных щелей, до основания грудных плавников и даже до середины длины грудных плавников. Данный показатель служит для идентификации видовой принадлежности. На брюхе хорошо развит киль. Жаберные тычинки толстые или тонкие. На первой жаберной дуге у большинства видов обычно от 11 до 32 жаберных тычинок (но более 60 у T. rastrosa). Перед основанием спинного плавника маленький щиток, похожий на колючку. Анальный плавник длинный, обычно с 25—45 мягкими ветвистыми лучами.

## Классификация
В состав рода включают 24 вида:
- Thryssa adelae (Rutter, 1897)
- Thryssa aestuaria (Ogilby, 1910)
- Thryssa baelama (Forsskål, 1775)
- Thryssa brevicauda T. R. Roberts, 1978
- Thryssa chefuensis (Günther, 1874)
- Thryssa dayi Wongratana, 1983
- Thryssa dussumieri (Valenciennes, 1848) — Золотистая трисса, или трисса Дюссюмье
- Thryssa encrasicholoides (Bleeker, 1852)
- Thryssa gautamiensis Babu Rao, 1971
- Thryssa hamiltonii Gray, 1835 — Короткоусая трисса, или трисса Гамильтона
- Thryssa kammalensis (Bleeker, 1849)
- Thryssa kammalensoides Wongratana, 1983
- Thryssa malabarica (Bloch, 1795) — Высокотелая трисса, или малабарская трисса
- Thryssa marasriae Wongratana, 1987
- Thryssa mystax (Bloch & Schneider, 1801) — Усатая трисса
- Thryssa polybranchialis Wongratana, 1983
- Thryssa purava (F. Hamilton, 1822)
- Thryssa rastrosa T. R. Roberts, 1978
- Thryssa scratchleyi (Ramsay & Ogilby, 1886)
- Thryssa setirostris (Broussonet, 1782) — Длинноусая трисса
- Thryssa spinidens (Jordan & Seale, 1925)
- Thryssa stenosoma Wongratana, 1983
- Thryssa vitrirostris (Gilchrist & W. W. Thompson, 1908) — Оранжевая трисса
- Thryssa whiteheadi Wongratana, 1983